# پارک ملی سانگای
پارک ملی سانگای (به اسپانیایی: Parque Nacional de Sangay) پارکی ملی به مساحت ۵۱۷۷.۶۵ کیلومتر مربع واقع در استان‌های مورونا سانتیاگو، چیمبورازو و تونگوراهوای کشور اکوادور در آمریکای جنوبی است که در سال ۱۹۷۹ ایجاد شد. دو آتشفشان فعال این کشور به‌نام‌های تونگوراهوا و سانگای در این پارک قرار دارند و اکوسیستم‌هایی گوناگون از جنگل‌های بارانی گرمسیری تا یخسارها را می‌توان در آن مشاهده نمود.
پارک ملی سانگای از سال ۱۹۸۳ در فهرست میراث جهانی یونسکو قرار دارد. با وجود این در سال ۱۹۹۲ نام این پارک به دلیل شکار غیر قانونی، چرای بیش از اندازه، جاده‌سازی بی‌برنامه و تجاوز به محیط پارک در فهرست میراث جهانی در معرض خطر قرار گرفت تا آنکه در سال ۲۰۰۵ از این فهرست خارج شد.
پارک ملی سانگای پناهگاهی مهم برای گونه‌های نادر کوه‌های آند همچون خوک خرطوم‌دراز کوهی و خرس عینکی است. این پارک به‌ویژه برای خوک خرطوم‌دراز کوهی یکی از مهم‌ترین پناهگاه‌های این جانور در معرض خطر است. شیر کوهی، روباه آندی، سمور دریایی بزرگ، جگوار، پلنگ راه‌راه آمریکایی، مارگای، خوک خرطوم‌دار آمریکای جنوبی، گوزن دم‌سفید، گوزن قرمز کوچک و پودوی شمالی از دیگر جانورانی هستند که در این پارک یافت می‌شوند. همچنین در حدود ۳۰۰ تا ۴۰۰ گونه پرنده نیز در پارک ملی سانگای می‌زیند.